# 斯提普·祖尼奇
斯提普·祖尼奇（1990年12月13日—）是一名专长于铅球的克罗地亚田径运动员，2013年从标枪转项专攻铅球。他在2017年世界田径锦标赛上获得第三名，2014年欧洲田径锦标赛上获得第四名，2015年欧洲室内田径锦标赛上获得第七名。